# 郊外線 (オーストリア)
郊外線（こうがいせん、ドイツ語: Vorortelinie）は、オーストリア国鉄の鉄道線の名称である。路線番号は945。元々、都市鉄道として開業したこともあり、他の国鉄路線と比べて多くの本数が確保されている。

## 運行形態[1]
全て各駅停車。10分間隔での運行。
2016年以前は、平日のみ一日片道1本に限り、800号線から直通する、フランツヨーゼフ駅→ハイリゲンシュタット→ハンデルスカイの系統が運行されていた。2022年度以前は、休日の本数が少なく、15分間隔での運行であった。

## 駅一覧
以下では、郊外線の駅と営業キロ、停車列車、接続路線などを一覧表で示す。なお、全て各駅停車である。
| 路線名 | 駅名                   | 駅間営業キロ | 累計営業キロ | 接続路線 | 所在地     | 所在地           |
| ------ | ---------------------- | ------------ | ------------ | --- | ---------- | ---------------- |
| 110    | ヒュッテルドルフ駅     | -            | 3.2          | 110号線（ザンクトペルテン方面）、111号線（ザルツブルク方面） 910号線（ウィーン本駅/カール大公通り方面） ウィーン地下鉄4号線（ウィーン中駅方面） | ヴィーン市 | ペンツィンク区   |
| 945    | ペンツィンク駅         | 3.2          | 0.0          | 110号線 | ヴィーン市 | ペンツィンク区   |
| 945    | ブライテンゼー駅       | 0.9          | 0.9          | | ヴィーン市 | ペンツィンク区   |
| 945    | オッタクリンク駅       | 1.6          | 2.5          | ウィーン地下鉄3号線 | ヴィーン市 | オッタクリンク区 |
| 945    | ハーナルス駅           | 1.4          | 3.9          | | ヴィーン市 | ハーナルス区     |
| 945    | ガーシュトホフ駅       | 1.5          | 5.4          | | ヴィーン市 | ヴェーリンク区   |
| 945    | クロッテンバッハ通り駅 | 1.5          | 6.9          | | ヴィーン市 | デーブリンク区   |
| 945    | オーバーデーブリンク駅 | 0.6          | 7.5          | | ヴィーン市 | デーブリンク区   |
| 945    | ハイリゲンシュタット駅 | 2.1          | 9.6          | 800号線 ウィーン地下鉄4号線 | ヴィーン市 | デーブリンク区   |
| 945    | ハンデルスカイ駅       | 2.8          | 12.4         | 901号線 | ヴィーン市 | ブリギッテナウ区 |